# 股野琢

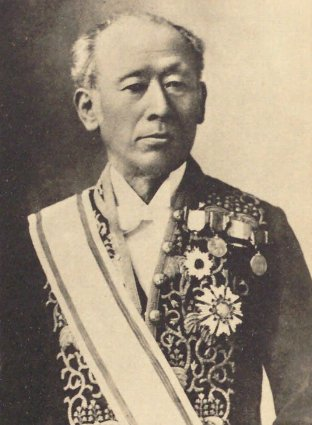
股野琢（股野藍田）

股野 琢（またの たく、天保9年8月21日（1838年10月9日） – 大正10年（1921年）10月13日）は、日本の儒者、官僚。字は子玉、号は藍田。

## 経歴
播磨国龍野藩に藩儒股野景質（達軒）の長男として生まれ、大坂、江戸に遊学した。1871年（明治4年）、教部省宣教掛として出仕。その後、太政官に入り、内閣記録局長に昇進した。1889年（明治22年）、宮内省に転じ、書記官、文事秘書官、局長、別当を歴任し、帝室博物館総長兼内大臣秘書官長に至った。さらに臨時帝室編修局編修官長、宮中顧問官を務めた。

## 栄典
位階
- 1886年（明治19年）11月16日 - 正五位[5]
- 1900年（明治33年）3月30日 - 従三位[6]
- 1910年（明治43年）4月11日 - 正三位[7]

勲章等
- 1889年（明治22年）12月27日 - 勲五等瑞宝章[8]
- 1890年（明治23年）12月26日- 勲四等瑞宝章[9]

## 著書
- 『鐃歌余響』（1906年）
- 『葦杭游記』（1909年）
- 『邀月楼存稿』（1919年）